# Hypersara argentata
Hypersara argentata là một loài ruồi trong họ Tachinidae.